# Robert Pete Williams
Robert Pete Williams (Zachary, 14 marzo 1914 – Rosedale, 31 dicembre 1980) è stato un musicista statunitense, bluesman.

## Biografia
William nasce a Zachary, in Louisiana, da una famiglia agricola. Non ha mai frequentato la scuola, da piccolo lavorava nei campi della famiglia. A 20 anni compra la prima chitarra, strumento con il quale prende dimestichezza ascoltando altri bluesman dell'epoca.
Nel 1956 sparò ad un uomo in un locale e venne condannato a 12 anni di galera, viene però rilasciato due anni dopo.
Nel 1961 pubblicò il suo primo album: Angola Prisoner's Blues, a cui segue un tour negli USA.
Seguono poi altri album: "Free Again", "Louisiana Blues", "Legacy of the Blues Vol. 9", "Those Prison Blues", "Robert Pete Williams", "101 Sugar Farm Blues", "Robert Pete Williams and Snooks Eaglin" e "When I Lay My Burden Down".
Muore a Rosedale, Louisiana il 31 dicembre 1980 all'età di 66 anni.